# San Enrique (Negros Occidental)
San Enrique es un municipio de Quinta Clase en la provincia de Negros Occidental, Filipinas. Según el censo del 2000, tenía una población de 22.091 personas en 4.419 hogares.

## Barangays
San Enrique está políticamente subdividida en 10 barangays.
- Bagonawa
- Baliwagan
- Batuan
- Guintorilan
- Nayon
- Población
- Sibucao
- Tabao Baybay
- Tabao Rizal
- Tibsoc